# Ribnica na Pohorju
Ribnica na Pohorju – wieś w Słowenii, siedziba gminy Ribnica na Pohorju. W 2018 roku liczyła 396 mieszkańców.